# 残留思念
残留思念（ざんりゅうしねん）とは、超常現象、精神世界、スピリチュアリティなどで用いられる用語の一つで、人間が強く何かを思ったとき、その場所に残留するとされる思考、感情などの思念を指す、想像上の概念である。
一例として、人間の死亡現場を見てしまった後、それが頭から強く離れないことがあるが、スピリチュアリティなどではこれも、その場に残留していた死者の強い思念から影響を受けたためと解釈されており、ときにはこの影響で頭痛、吐き気など肉体的な影響を受けるともいう。特に心霊スポット、パワースポットとされる場所では、人間の強い欲や、そこへ行って恐怖を覚えた人間の恐怖心など多くの思念が残留しているため、その場所では肉体的に悪い影響を受けやすいともいう。物の怪や妖怪と呼ばれる怪異も、こうした残留思念によって生まれたとする解釈もある。
また場所ではなく、物体に持ち主の怒り、悲しみなどの思念が宿り、後にその物を手にした人に悪運を招くとの解釈もある。超能力の一つに、物体に触れることでその物に関する事件、人物、出所、由来などを把握する「サイコメトリー」と呼ばれる能力があるが、これもその物体の残留思念を読んでいると説明されていることもある。